# فيليب رايلي
فيليب رايلي (بالإنجليزية: Phillip Riley)‏ هو لاعب كرة قدم أمريكية أمريكي، ولد في 24 سبتمبر 1972 في أورلاندو في الولايات المتحدة.

## وصلات خارجية
- فيليب رايلي على موقع الاتحاد الدولي لألعاب القوى (الإنجليزية)
- فيليب رايلي على موقع مرجع كرة القدم المحترفة.كوم (الإنجليزية)